# Édouard Colonne
Édouard Colonne, właśc. Judas Colonne (ur. 23 lipca 1838 w Bordeaux, zm. 28 marca 1910 w Paryżu) – francuski dyrygent.

## Życiorys
Był uczniem Eugène’a Sauzaya i Narcisse’a Girarda, następnie kształcił się w Konserwatorium Paryskim u Antoine’a-Elie Elwarta i Ambroise’a Thomasa. Już w czasie studiów występował z orkiestrą Opéra de Paris i Quatuor Lamoureux. Później występował wspólnie z orkiestrą Jules’a Pasdeloupa. W 1871 roku założył Concerts du Grand Hôtel. W 1873 roku wspólnie z wydawcą Georges’em Hartmannem założył towarzystwo Concerts National, przekształcone następnie w Concerts Châtelet (1874) i Concerts Colonne (1878). Od 1892 do 1893 roku był dyrygentem paryskiej Opéra Garnier. Gościnnie występował w Wielkiej Brytanii, Portugalii, Rosji i Stanach Zjednoczonych.
Odznaczony Palmami Akademickimi w 1878, a także krzyżem kawalerskim w 1880 i krzyżem oficerskim Orderu Legii Honorowej w 1900.
W swojej działalności propagował twórczość współczesnych kompozytorów francuskich, m.in. Berlioza, Masseneta, Francka, Saint-Saënsa, Lalo, Bizeta i Chaussona.